# The peggies
the peggies — японская рок-группа, образовавшаяся в 2011 году.
Летом 2022 года группа объявила о бессрочном перерыве.
Группа сформировалась в префектуре Канагава из трёх школьных подруг. В первый год существования группа называлась Riceball (яп. ライスボール).
В 2014 году их песня «глайдер» (яп. グライダー) набрала в YouTube более 1 млн просмотров.
Прорывом для группа стала вышедшая в 2017 году песня «Dreamy Journey» (ドリーミージャーニー). Первый мини-альбом группы, «super boy! super girl!!», вышел в 2018 году и занял 2-е место в рок-чарте iTunes. Третий сингл группы, «Кими но сэй» (яп. 君のせい), занял первое место в рок-чарте iTunes.
Многие их песни стали музыкальными темами аниме, таких как Боруто, Rascal Does Not Dream of Bunny Girl Senpai и Моя геройская академия.

## Состав
- Юхо Китадзава (яп. 北澤ゆうほ) — вокал, гитара
- Макико Исивата (яп. 石渡マキコ) — бас-гитара
- Мику Онуки (яп. 大貫みく) — ударные

## Дискография

### Альбомы
| Дата Выпуска    | Название             |
| --------------- | -------------------- |
| 19 Ноября 2014  | goodmorning in TOKYO |
| 11 Ноября 2015  | NEW KINGDOM          |
| 6 Февраля 2019  | Hell like Heaven     |
| 20 Октября 2021 | The GARDEN           |

### Мини-альбомы
| Дата Выпуска   | Название                               |
| -------------- | -------------------------------------- |
| 27 Мая 2015    | PPEP1                                  |
| 24 Января 2018 | super boy ! super girl !!              |
| 5 Июля 2019    | なつめきサマーEP (Natsumeki Summer EP) |
| 8 Апреля 2020  | アネモネーEP (Anemone EP)              |